# (4442) Garcia
(4442) Garcia – planetoida z pasa głównego asteroid okrążająca Słońce w ciągu 5,22 lat w średniej odległości 3 j.a. Została odkryta 14 września 1985 roku w Narodowym Obserwatorium Kitt Peak w ramach programu Spacewatch. Nazwa planetoidy pochodzi od Jerry’ego Garcii (1942–1995) – amerykańskiego muzyka, lidera grupy Grateful Dead.